# Kováts Ágota
Kováts Ágota (Kolozsvár, 1939. július 29.) gyógyszerész, vegyész, kémiai kutató és szakíró.

## Életútja
Szülővárosa 3. számú Magyar Leánylíceumában érettségizett (1955), ugyanitt  a Marosvásárhelyi Orvosi és Gyógyszerészeti Egyetemen gyógyszerész oklevelet (1962), a Babeș-Bolyai Egyetem kémiai karán vegyészoklevelet (1969) szerzett. Az Építkezésianyag Kutatóintézetben (1963–69), a Politechnikai Főiskolán (1966–74), majd a Közegészségügyi Intézetben (1974–90) végzett tudományos kutató munkát. Több mint 200 közleményben szerzőként vagy társszerzőként számolt be analitikai kémiai, porkohászati, toxikológiai, gyógyszerhatástani, környezetvédelmi, munkaegészségügyi vizsgálatairól a Revista de Chimie, Revista Farmacia, Revista Igiena, Revista Medicina Internă oldalain, valamint hazai és külföldi tanácskozásokon.